# Mandrosoa
 (avril 2021).
Si vous disposez d'ouvrages ou d'articles de référence ou si vous connaissez des sites web de qualité traitant du thème abordé ici, merci de compléter l'article en donnant les références utiles à sa vérifiabilité et en les liant à la section « Notes et références ».
 (avril 2021).
La mise en forme du texte ne suit pas les recommandations de Wikipédia : il faut le « wikifier ».
Les points d'amélioration suivants sont les cas les plus fréquents :
- Les titres sont pré-formatés par le logiciel. Ils ne sont ni en capitales, ni en gras.
- Le texte ne doit pas être écrit en capitales (les noms de famille non plus), ni en gras, ni en italique, ni en « petit »…
- Le gras n'est utilisé que pour surligner le titre de l'article dans l'introduction, une seule fois.
- L'italique est rarement utilisé : mots en langue étrangère, titres d'œuvres, noms de bateaux, etc.
- Les citations ne sont pas en italique mais en corps de texte normal. Elles sont entourées par des guillemets français : « et ».
- Les listes à puces sont à éviter, des paragraphes rédigés étant largement préférés. Les tableaux sont à réserver à la présentation de données structurées (résultats, etc.).
- Les appels de note de bas de page (petits chiffres en exposant, introduits par l'outil «  Source ») sont à placer entre la fin de phrase et le point final[comme ça].
- Les liens internes (vers d'autres articles de Wikipédia) sont à choisir avec parcimonie. Créez des liens vers des articles approfondissant le sujet. Les termes génériques sans rapport avec le sujet sont à éviter, ainsi que les répétitions de liens vers un même terme.
- Les liens externes sont à placer uniquement dans une section « Liens externes », à la fin de l'article. Ces liens sont à choisir avec parcimonie suivant les règles définies. Si un lien sert de source à l'article, son insertion dans le texte est à faire par les notes de bas de page.
- La présentation des références doit suivre les conventions bibliographiques. Il est recommandé d'utiliser les modèles {{Ouvrage}}, {{Chapitre}}, {{Article}}, {{Lien web}} et/ou {{Bibliographie}}. Le mode d'édition visuel peut mettre en forme automatiquement les références.
- Insérer une infobox (cadre d'informations à droite) n'est pas obligatoire pour parachever la mise en page.

Pour une aide détaillée, merci de consulter Aide:Wikification.
Si vous pensez que ces points ont été résolus, vous pouvez retirer ce bandeau et améliorer la mise en forme d'un autre article.

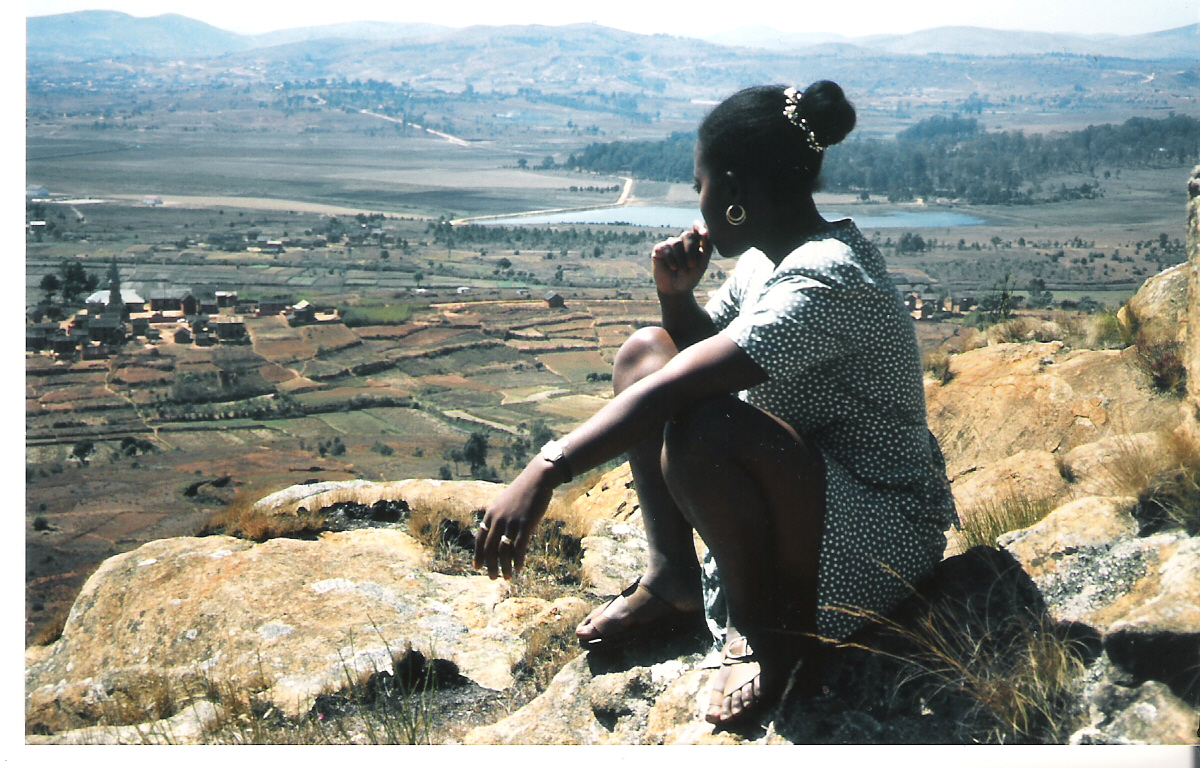
Une jeune femme sur les collines du Mandrosoa

Mandrosoa est une commune rurale du district d'Andramasina, dans la partie Sud de la région d’Analamanga, sur l'ile de Madagascar. Elle présente une superficie de 144 km2 dont 3 762 ha sont de surfaces arables[réf. souhaitée]. Elle est composée de 9 secteurs (Fokontany) : Antanetibe, Mandrisoa, Antovotany, Andranovelona, Morarano, Tsinjoarivo, Manjabohitra, Antsoalavitra et Ambika.

## Démographie
Lors du dernier recensement de 2018, Mandrosoa était composée d'une population de 8257 habitants.

## Hydrographie
La commune est traversée par la rivière Sisaony, puisant sa source dans les hautes terres de Madagascar. Elle se jette dans le fleuve Ikopa à proximité d’Antananarivo et rejoint ainsi le Canal du Mozambique via le fleuve Betsiboka.

## Climat et végétation
Comme dans toutes les hautes terres centrales. Il y règne un climat de type tropical tempéré avec des étés chauds et humides et des hivers frais représentés par 2 saisons :
- la saison sèche et froide, d'avril à octobre qui inclut l'hiver austral de juin à août ;
- la saison chaude et humide, de novembre à mars.

Le paysage est formé d’une structure montagneuse avec un terrain couvert de quelques formations végétales faibles telles que le conifère et l’eucalyptus. Le reste est composé de savanes herbeuses, sur flanc de colline, qui servent généralement de pâturage aux bovidés.

## Secteur économique
Les principales activités de la commune sont l’agriculture et l’élevage. La culture vivrière dominante dans la région est la riziculture et la plantation de manioc. La culture rente effectué est la production de petits pois.
Quelques habitants pratiquent des activités intermédiaires telles que la vannerie, l’artisanat, la pèche et le transport.

## Infrastructure publique
La commune de Mandrosoa possède une centre de santé de base CSBII.